# Costa Francesa dels Somalis
Costa Francesa dels Somalis (Côte Française des Somalis) fou el nom que va tenir l'actual República de Djibouti durant el període de la colònia francesa entre 1896 i 1967.
El territori va rebre aquest nom el 20 de maig de 1896, integrat pels antics districtes d'Obock, Djibouti (ciutat), terra dels danakil, terra dels somalis i el sultanat de Tadjoura. La colònia fou lleial al govern de Vichy durant la Segona Guerra Mundial, fins que el 28 de desembre de 1942 va ser ocupat pels britànics de Somaliland i va passar al control de les forces de la França Lliure. El 27 d'octubre de 1946 fou declarat territori francès d'Ultramar.
El 22 de juliol de 1957 es va concedir autonomia al territori amb una assemblea elegida i un consell executiu de vuit membres encarregats d'alguns serveis, i amb títol de ministres, sota la presidència del governador francès. El setembre de 1958 un referèndum va ratificar l'estatus de Territori Francès d'Ultramar. El 5 d'octubre de 1958 es va formar la V República Francesa i el 23 de novembre de 1958 es van fer les primeres eleccions al territori; les segones es van fer el 1963 amb una nova llei electoral amb llistes tancades de partits en set districtes electorals; el partit àfar Unió Nacional per la Independència (Union National pour la Independence), del pro francès Ali Aref Bourhan, vicepresident del consell des del 1960, va tenir la majoria. Contra el predomini àfar els isses van formar a Mogadiscio el 1967 el Front d'Alliberament de la Costa dels Somalis (Front de Liberation de la Côte des Somalis) mentre els danakil formaven a Addis Abeba el Moviment d'Alliberament de Djibouti (Mouvement de Liberation de Djibouti). L'agost de 1966 el president francès Charles de Gaulle va visitar el territori i es van produir manifestacions en favor de la independència. El governador Rene Tirant fou destituït i nomenat Louis Saget, que va anunciar la convocatòria d'un referèndum, que es va celebrar el març de 1967, i en el qual el 60% es va decantar per mantenir la sobirania francesa.
El 5 de juliol de 1967 el territori va canviar per decret el seu nom a Territori Francès dels Àfars i dels Isses.